# Kościół św. Anny i klasztor Benedyktynów w Horodyszczu (nieistniejące)
Kościół św. Anny i klasztor Benedyktynów w Horodyszczu (nieistniejące) – kościół rzymskokatolicki i klasztor Benedyktynów w Horodyszczu (biał. Гарадзішча), wsi w obwodzie brzeskim, powiecie pińskim położonej jest 12 km na północny wschód od Pińska, na lewym brzegu jeziora i rzeki Jasiołdy.

## Historia
Benedyktyni zostali sprowadzeni do Horodyszcza w r. 1662 przez Jana Karola Kopcia, który osobiście gościł w pierwszym klasztorze tego zgromadzenia na Monte Cassino. Kopeć ufundował pierwotne drewniane budowle kościoła i klasztoru, a także sowicie uposażył konwent (u schyłku w. XVIII zakonnicy posiadali 14 wsi i 5 folwarków).
W r. 1774, za rządów opata Stanisława Kieszkowskiego, po pożarze drewnianych budynków, zakonnicy wznieśli własnym sumptem murowany kościół. Rok później konsekracji świątyni dokonał biskup sufragan wileński Feliks Towiański. Klasztor powstał zapewne nieco później, za opata Józefa Woyny-Orańskiego, którego staraniem powstała również polichromia wnętrza świątyni. Tekst inwentarza z r. 1818, widok Napoleona Ordy z r. 1873, a także liczne fotografie z pocz. w. XX i z okresu międzywojennego dają wyobrażenie o formach budowli kościelnej wzniesionej na planie krzyża, o prezbiterium dłuższym od korpusu i ramion transeptu, oraz równej wysokości nawy, korpusu i chóru. Na skrzyżowaniu nawy z transeptem znajdowała się wieżyczka na sygnaturkę, wejście do świątyni poprzedzała drewniana kruchta (niezachowana już w okresie międzywojennym) określona jako „w guście doryckim”. Wnętrze pokrywała iluzjonistyczna polichromia o formach klasycystycznych z elementami późnobarokowymi, wykonana przynajmniej kilka lat po konsekracji kościoła. Każdy z pięciu ołtarzy o murowanej mensie zdobił olejny obraz umieszczonym na tle malowanej iluzjonistycznie architektury. W ołtarzu gł. (św. Anny) znajdowała się kompozycja ukazująca scenę Nauczanie Matki Boskiej przez św. Annę. Pozostałe ołtarze miały wezwania: Najświętszej Marii Panny (z obrazem w sukience srebrnej pozłacanej z siedmioma gwiazdami), Pana Jezusa Ukrzyżowanego (z drewnianą figurą Chrystusa na krzyżu), Św. Benedykta (z obrazem świętego w sukience srebrnej) oraz Św. Scholastyki (również z obrazem odpowiadającym wezwaniu). Wyposażenia świątyni dopełniała klasycystyczna ambona, zachowana do I wojny światowej (baldachim przetrwał do II wojny światowej), chrzcielnica, cztery konfesjonały, ławki i organy umieszczone na chórze muzycznym w formie szerokiej arkady, stanowiącej część architektury świątyni.
Klasztor wzniesiony na planie prostokąta łączył się z prezbiterium kościoła poprzez aneks mieszczący kapitularz, komunikujący się zarówno z chórem, jak i korytarzem klasztornym. Niewiele wiadomo na temat jego wyposażenia, choć oprócz zwykłych sprzętów codziennego użytku, mebli, naczyń itp. inwentarz z r. 1818 wymienia m.in. 6 obrazów, 20 portretów, 6 luster, na korytarzach 74 obrazy olejne i ryciny różnej wielkości oraz krzyż z figurą Chrystusa i 2 zegary. Osobny opis przedmiotów w refektarzu daje wyobrażenie o skali tego pomieszczenia, gdzie znajdowało się m.in. 5 wielkich stołów, 7 miedzianych lichtarzy, mosiężny zegar szafkowy, krucyfiks, a na ścianach wisiało 17 obrazów (w tym 12 portretów). Księgozbiór w roku 1848 szacowano na blisko 2000 woluminów.
Na terenie przyklasztornym znajdowały się również inne obiekty: drewniane budynki mieszczące szkółkę parafialną i mieszkania rzemieślników oraz dwupiętrowy spichlerz, a także murowane – kuźnia, browar, magazyn gorzelniany, dwie oficyny z mieszkaniami rzemieślników.
Wydaje się mało prawdopodobne, by kościół i klasztor uległy poważniejszym przekształceniom w okresie pomiędzy r. 1818 a 1865, kiedy konwent został zlikwidowany, zakonnicy zostali wywiezieni do Pińska a ruchomy majątek sprzedany na licytacjach lub oddany do innych placówek.
W czasie I wojny światowej kościół w Horodyszczu uległ uszkodzeniom - niemiecki pocisk armatni uszkodził boczną ścianę świątyni, przy tej okazji odpadł fragment tynku z malowidłami w pd.-zach. ramieniu transeptu i zapewne wtedy uległa zniszczeniu ambona.
Ok r. 1923 przeprowadzono remont kościoła pod kierunkiem architekta Kazimierza Przybyłowskiego, być może przy wsparciu finansowym ze strony państwa. W okresie międzywojennym w dwóch pomieszczeniach w dawnej oficynie mieściła się plebania, natomiast pozostałą część budynku zajmowały Siostry Urszulanki Serca Jezusa Konającego, prowadzące na miejscu przedszkole. W tym czasie kościół znajdował się pod szczególną opieką biskupa Kazimierza Bukraby, który często bywał w Horodyszczu. U schyłku II wojny światowej wycofujące się wojska hitlerowskie uznały budowlę za niebezpieczny punkt obserwacyjny dla zbliżającej się Armii Czerwonej i 9 lipca 1944 świątynia została wysadzona w powietrze. Udało się uratować nieliczne elementy wyposażenia, bowiem Niemcy pozwolili księdzu i parafianom na wyniesienie ruchomości.
Obecnie zachowany jedynie budynek plebanii (dawnej oficyny klasztornej), który zaadaptowano na potrzeby szpitala psychiatrycznego. Nie jest obecnie użytkowany, a jego wnętrze znajduje się w stanie daleko posuniętej dewastacji. Od strony jeziora przetrwały pozostałości muru otaczającego niegdyś całe założenie.

## Architektura i zagadnienia artystyczne

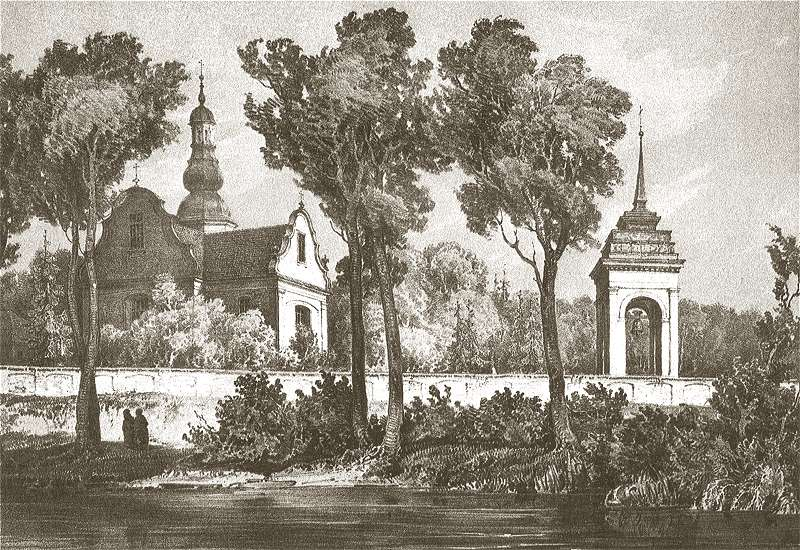
Kościół na grafice Napoleona Ordy

Kościół usytuowany na uboczu wsi, na wysokim brzegu jeziora Horodyskiego, zwrócony do niego fasadą, orientowany na letni wschód. Murowany z cegły, tynkowany, na planie krzyża łacińskiego o jednoprzęsłowych ramionach i wydłużonym prezbiterium, ujętym skomunikowanymi z nim prostokątnymi aneksami (w jednym zakrystia). Nawa, prezbiterium i transept o równej szerokości i wysokości; chór i ramiona transeptu zamknięte prosto. Wnętrze jednonawowe, tynkowane z dekoracją freskową, chór muzyczny wsparty na murowanej arkadzie o szerokości nawy. Elewacje opięte belkowaniem z wydatnym gzymsem, który – przechodząc na ściany czołowe transeptu, prezbiterium i fasady – oddziela ich dolną część od profilowanych szczytów. Fasada jednoosiowa, jednokondygnacyjna z wysokim profilowanym szczytem, artykułowana parami płaskich pilastrów toskańskich w wielkim porządku, zdwojonymi jednostronnie do wewnątrz, ustawionymi na wysokich cokołach. Dachy kryte dachówką dwuspadowe nad nawą, transeptem i prezbiterium, nad zakrystią i przeciwległym aneksem pulpitowe, na skrzyżowaniu ramion krzyża wieżyczka na sygnaturkę z baniastym hełmem, kryta blachą. Wszystkie ściany i sklepienie pokryte iluzjonistyczną barokowo-klasycystyczną dekoracją malarską wykonaną zapewne w latach osiemdziesiątych w. XVIII (nie wcześniej niż 1779). 
Istotną cechą architektury kościoła w Horodyszczu jest jej odrębność w stosunku do budownictwa sakralnego 2. poł. w. XVIII na terenie WKL. Formy obiektu nie przypominają również innych świątyń benedyktyńskich na ziemiach dawnej Rzeczypospolitej. Kościół Św. Anny powstał ok. 1774–1775, lecz trudno w nim widzieć zarówno późne wcielenie dynamicznego baroku wileńskiego, jak i wczesny przykład klasycyzmu. Ogólna koncepcja projektu sprowadza się do stworzenia budowli na planie krzyża łacińskiego o prosto zamkniętych ramionach, krótkim korpusie i ramionach transeptu, o wydłużonym prezbiterium oraz artykułowanej parami wielkoporządkowych pilastrów fasadzie i niemal identycznie ukształtowanych ścianach szczytowych transeptu i chóru. Wydaje się, że źródeł rozwiązań tego rodzaju należy szukać w architekturze lwowskiej 2. poł. w. XVIII. Plan budowli oraz sposób ukształtowania fasady budzi skojarzenia z rozpowszechnionymi na terenie Rusi Koronnej jednonawowymi kościołami na planie wydłużonego krzyża. Najwybitniejszym dziełem tego rodzaju jest kościół parafialny w Hodowicy projektu Bernardyna Meretyna (realizacja 1751–1758), a także inne świątynie tegoż architekta (wzniesione już po jego śmierci): w Buczaczu (1761–1763), Kołomyi (1762–1772), Łopatynie (przed 1772 – ok. 1782), Busku (po 1772).
Zapewne jednym z argumentów, jakie zaważyły na uratowaniu kościoła w Horodyszczu przed rozbiórką na początku w. XX była szczególna wartość malowideł ściennych pokrywających jego wnętrze. Polichromia została przypisana Kazimierzowi Antoszewskiemu - na jego autorstwo wskazuje szereg analogii do znanych dzieł tego malarza w kościołach Bernardynów w Budsławiu, Jezuitów w Łuczaju, pojezuickim (katedrze) w Mińsku. Antoszewski najprawdopodobniej działał w rejonie Pińska w latach osiemdziesiątych w. XVIII, pozostawiając omawianą polichromię, a także dekoracje świątyni pojezuickiej i kościoła Bernardynów w samym Pińsku, a także pracując u kapucynów w Lubieszowie. Polichromię u benedyktynów w Horodyszczu wypada uznać za modelowy przykład stylu tego mińskiego freskanta, łączącego w swej twórczości rozwiązania późnobarokowe (wzorowane na projektach Andrei Pozza czy Paula Deckera) z ornamentyką wczesnoklasycystyczną.
Najciekawszym spośród nielicznych zachowanych zabytków ruchomych z kościoła w Horodyszczu jest księga zmarłych opatów, ojców i braci z portretami fundatora Jana Karola Kopcia i 12 opatów. Zasługuje ona na uwagę nie tylko jako cenny dokument, lecz również przykład późnobarokowego rękopisu z dekoracją malarską. Nie wiadomo, w jaki sposób i kiedy księga trafiła do Archiwum Benedyktynek w Staniątkach.